# 東白壁町
東白壁町（ひがししらかべちょう）は、愛知県名古屋市東区の地名。

## 歴史

### 町名の由来
白壁町の東側に位置することによる。

### 沿革
- 1871年（明治4年） - 中ノ町を山口中ノ町と改称する[3]。
- 1878年（明治11年）12月28日 - 名古屋区山口中ノ町を改称し、同区東白壁町となる[4]。
- 1889年（明治22年）10月1日 - 名古屋市成立に伴い、同市東白壁町となる[4]。
- 1900年（明治33年） - 明倫中学校が開校する[2]。
- 1908年（明治41年）4月1日 - 東区成立に伴い、同区東白壁町となる[4]。
- 1919年（大正8年） - 明倫中学校が県に移管[2]。
- 1948年（昭和23年） - 明倫中学校が県立明和高等学校と改組され、西二葉町に移転[2]。
- 1952年（昭和27年） - 明倫中学校跡地に県立愛知商業学校が移転[2]。
- 1981年（昭和56年）9月13日 - 東区徳川一丁目・筒井一丁目にそれぞれ編入され消滅[4]。